# Beate Ochsner
Beate Ochsner (* 9. April 1965 in Mannheim) ist eine deutsche Geisteswissenschaftlerin und Professorin für Medienwissenschaft an der Universität Konstanz.

## Leben
Beate Ochsner hat von 1985 bis 1992 Romanistik, Germanistik und Allgemeine Linguistik in Mannheim, Heidelberg und Nantes studiert. 1995 reichte sie ihre Dissertation mit dem Titel „Charles Nodier. Digressionen“ ein und war anschließend von 1996 bis 2002 als wissenschaftliche Assistentin am Lehrstuhl für Romanistik an der Universität Mannheim tätig. Zwischenzeitlich war Beate Ochsner außerdem als Dozentin und Lehrbeauftragte an den Universitäten Innsbruck, Basel und St. Gallen zu Gast. 2002 habilitierte sie sich mit der Arbeit „DeMONSTRAtion. Zur Repräsentation des Monsters und des Monströsen in Literatur, Fotographie und Film“.
Es folgte eine Anstellung als Hochschuldozentin in Mannheim bis 2007. 2008 folgte sie einem Ruf nach Konstanz, wo sie seitdem eine Professur für Medienwissenschaft innehat. Rufe der Universität Siegen und der Universität Marburg lehnte sie ab. Im Rahmen von Forschungs- und Lehraufenthalten hielt sie sich in Montréal, Innsbruck, Perpignan, Basel, St. Gallen u. v. m. auf.
Beate Ochsner hat diverse Monographien, Sammelbände, Übersetzungen und Rezensionen geschrieben und veröffentlicht. Sie ist unter anderem Herausgeberin von AugenBlick – Konstanzer Hefte zur Medienwissenschaft, Redaktionsmitglied des Bulletin Zéro der Coordination Internationale des Chercheurs en Littératures populaires et culture médiatique und Mitglied des Redaktionskomitees der Online-Zeitschrift Appareil. Selbst veröffentlicht hat sie neben ihrer Dissertation und Habilitation in Fachzeitschriften wie der Zeitschrift für Medienwissenschaft, Media Studies, Internationales Jahrbuch für Medienphilosophie und Ethik der Gabe. Mediale Aufmerksamkeit erhielt sie zum Beispiel für ihre Auseinandersetzung mit dem Begriff des Digitalen.

## Schriften
Als Autorin
- Charles Nodier. Digressionen. Dissertationsschrift. Winter, Heidelberg 1998, ISBN 3-8253-0727-1.
- DeMONSTRAtion. Zur Repräsentation des Monsters und des Monströsen in Literatur, Fotographie und Film. Habilitationsschrift. Synchron, München 2010, ISBN 978-3-935025-49-2.
- Paul Virilio: Die beendete Welt beginnt. In: H. v. Amelunxen, A. Ujica (Hrsg.): Television / Revolution. Zum Ultimatum des Bildes. Jonas Verlag, Marburg 1989, ISBN 3-89445-100-9.
- Michel Lisse: Zu lesen geben; Mireille Calle-Gruber: Die Gabe des Sehens. In: M. Wetzel, J. M. Rabaté (Hrsg.): Ethik der Gabe. Fink Verlag, München 1993, ISBN 3-05-002370-8.
- Charles Grivel: Kurze Abhandlung über die Illustration. In: M. Wetzel, H. Wolf (Hrsg.): Entzug der Bilder. Visuelle Realitäten. Fink, München 1994, ISBN 3-7705-2933-2.
- mit Michela Munari: Arte d’occasione – Okkasionalismus oder Die Kunst der Gelegenheit, Beitrag Mario Perniolas zur Festschrift für Prof. Dr. Charles Grivel Bruits de fonds. In: Lendemains. Bruits de fonds – Hintergrundgeräusche. 30, 2005, Nr. 117.
- mit Ursula Schimmel, Anna Grebe und Larissa Bellina: Medien und Disability Studies. In: Zeitschrift für Medienwissenschaft. Band 6, 2012, S. 242–246.
- Documenting Neuropolitics: Cochlear Implant Activation Videos. In: C. Brylla, H. Hughes (Hrsg.): Documentary and Disability. Palgrave Macmillan, London 2017. doi:10.1057/978-1-137-59894-3_17

Als Herausgeberin
- mit Georg Fehrmann: Konstrukte am Rande. Romanistischer Verlag, Bonn 1995.
- mit Charles Grivel: Pornoskopie. Sex Im Bild. Shaker, Aachen 2000.
- mit Charles Grivel: Intermediale. Kommunikative Konstellationen Zwischen Medien. Stauffenburg, Tübingen 2001.
- Jarry: Le Monstre 1900 / Jarry: Das Monster 1900. Shaker, Aachen 2002.
- mit Franziska Sick: Medium Und Gedächtnis. Von Der Überbietung Der Grenze(N). Peter Lang, Frankfurt am Main 2004, ISBN 3-631-52460-9.
- mit Anna Grebe: Andere Bilder: Zur Produktion Von Behinderung In Der Visuellen Kultur. Transcript, Bielefeld 2013, ISBN 978-3-8376-2059-7.
- mit Robert Stock: Sense/Ability. Mediale Praktiken Des Sehens Und Hörens. Transcript, Bielefeld 2016, ISBN 978-3-8376-3064-0.
- mit Sybilla Nikolow und Robert Stock: Affizierungs- und Teilhabeprozesse zwischen Organismen und Maschinen. Springer, Wiesbaden 2020, ISBN 978-3-658-27164-0.